# Maxillariella appendiculoides
Maxillariella appendiculoides là một loài thực vật có hoa trong họ Lan. Loài này được (C.Schweinf.) M.A.Blanco & Carnevali mô tả khoa học đầu tiên năm 2007.